# Run Run Shaw
Sir Run Run Shaw (chiń. 邵逸夫; pinyin Shào Yìfū; jyutping siu6 jat6 fu1; ur. 19 listopada 1907 w Ningbo, Zhejiang, zm. 7 stycznia 2014 w Hongkongu) – chiński producent filmowy, filantrop, fundator Nagrody Shawa (przyznawanej od 2004).

## Życiorys
Urodził się w Ningbo, ale wykształcenie zdobył w szkole amerykańskiej (typu School Run). Był najmłodszym z sześciu synów szanghajskiego kupca tekstylnego Shaw Yuh Hsuen (1867-1920).
W wieku 19 lat, podczas letnich wakacji, wraz ze starszym bratem Run Me Shawem wyjechał do Singapuru, gdzie starszy Shaw był pionierem przemysłu filmowego. W 1930 bracia założyli studio filmowe South Seas Film (później znane jako Shaw Brothers Studio). W 1925 roku wraz z Run Me Shawem założyli tam Shaw Organisation – firmę, mającą na celu dystrybucję filmów i obsługę sieci kin.
Jednak interes ten początkowo słabo się rozwijał, więc Shaw zaangażował się głównie w branżę produkcji filmowej. On i jego brat w 1930 założyli studio filmowe South Seas Film (później znane jako Shaw Brothers Studio). Od lat 80. inwestował w telewizję Hongkongu TVB (Television Broadcast Limited, działająca od 1967) i w końcu stanął na czele imperium telewizyjnego, wycenianego na wiele miliardów dolarów, jednego z największych producentów telewizyjnych na świecie.
W 1987 zaprzestał działalności producenckiej po śmierci żony Mei Wong Chun (黄美珍), która zmarła w wieku 85 lat.
Shaw ponownie ożenił się jako 90-latek w 1997 w Las Vegas – z Mona Fong (formalnie Fong Yat-wa, członek zarządu TVB od 2000).
W 2000 roku, poprzez swoją firmę Shaw Brothers (Hong Kong) Limited, sprzedał swoją unikatową bibliotekę 760 klasycznych tytułów Celestial Pictures Limited. Jego nazwisko pojawia się nawet w zachodnich filmach, które firmował, takich jak Łowca androidów – obok logo The Ladd Company.
Kontynuując ekspansję w show-biznesie, Shaw Studios rozwinęło nowy etap działalności Run Run Shawa jako inwestora. Jako główny inwestor zainwestował (poprzez jego różne holdingi) 180 milionów dolarów w Hong Kong Movie City project (studio filmowe o powierzchni 102 tys. m²) – zakład produkcji filmowej położony w Tseung Kwan O w Hongkongu. W obiekcie znajduje się jedno z największych w Azji w pełni klimatyzowane studio nagrań, izolowane od zakłóceń akustycznych i wibracji, laboratorium przetwarzające barwny obraz i zakład przetwarzania obrazu cyfrowego, ponad 20 studiów edycji dźwięku i apartamentów, 400-miejscowe studio do realizacji dubbingu i przeglądu realizowanych produkcji, pomieszczenia biurowe dla reżyserów i producentów, sale bankietowe, a także pracownie do realizacji efektów wizualnych i animacji. Jest to nie tylko centrum Shaw Studios, ale nawet główny ośrodek rozwojowy całego chińskiego przemysłu filmowego.

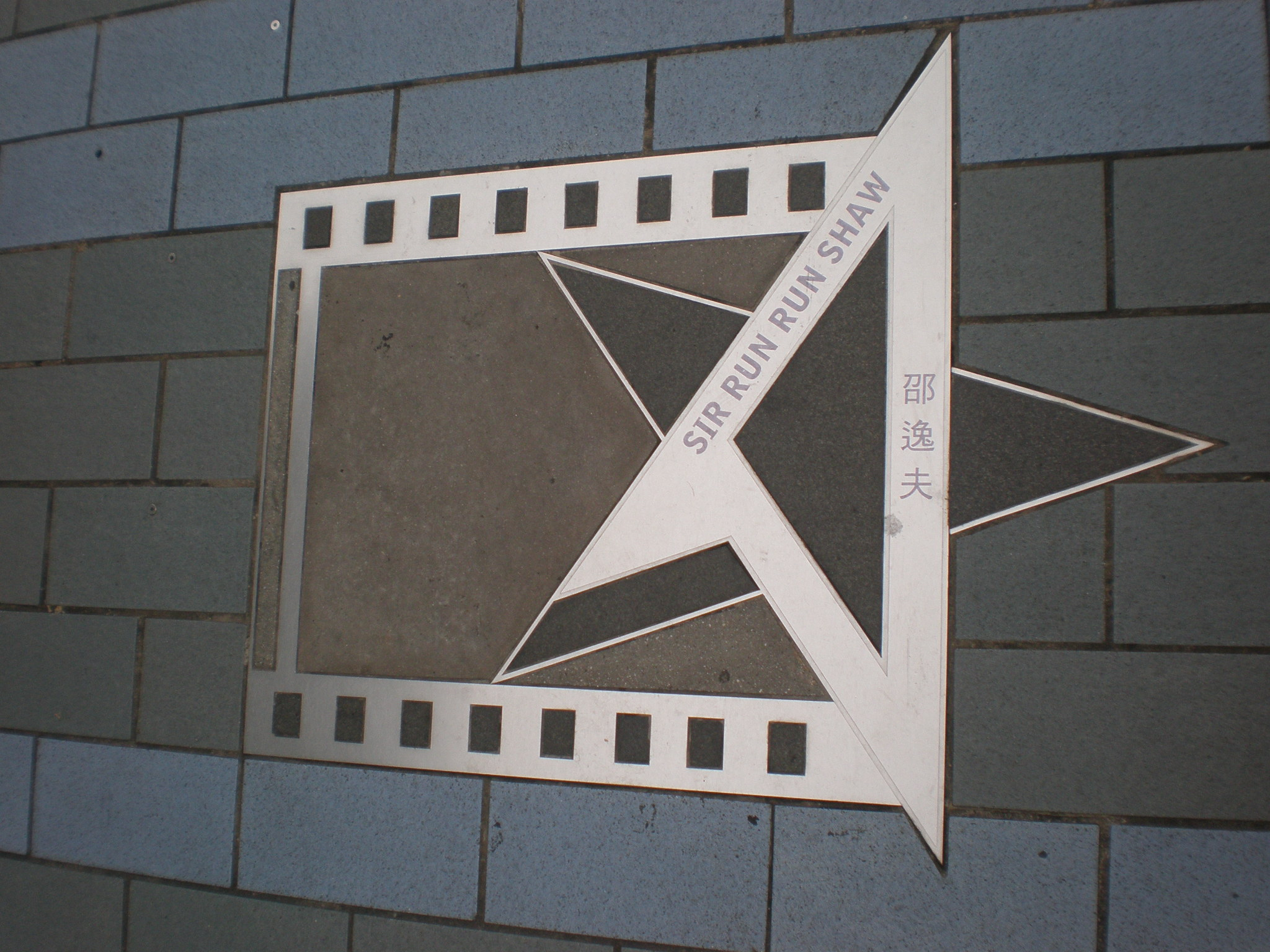
Gwiazda Run Run Shawa w Alei Gwiazd w Hongkongu

Sir Run Run Shaw posiadał też inne znaczne udziały w inwestycjach na całym świecie. Jednym z nich jest budowa 23-piętrowego Shaw Tower na Plac Katedralnym w Vancouver, w Kolumbii Brytyjskiej w Kanadzie.
Był znany z działalności charytatywnej, wspierał finansowo liczne szkoły (także wyższe), szpitale i domy pomocy. Jego nazwisko jako fundatora znajduje się na wielu budynkach w Hongkongu i Chinach kontynentalnych. Jedno z czterech kolegiów kolegiaty Chińskiego Uniwersytetu w Hongkongu, w którego budowę wniósł wkład finansowy, nosi imię Sir Run Run.
Podarował 100 mln dolarów Hongkongu do usuwania skutków trzęsienia ziemi w Syczuanie w 2008 r.
Sir Run Run był członkiem klubu White’s w Londynie.

## Nagrody i wyróżnienia
W 1974 roku został odznaczony przez królową Elżbietę II Orderem Imperium Brytyjskiego. W 1977 otrzymał tytuł szlachecki Sir. W 1998 został wyróżniony specjalnym medalem przez administrację rządową w Hongkongu, Grand Bauhinia Medal (GBM).
Jego imię nosi kilka gmachów w Hongkongu oraz planetoida (2899) Runrun Shaw.

## Nagroda Shawa
Shaw jest fundatorem międzynarodowej nagrody dla wybitnych naukowców w trzech obszarach badań, a mianowicie astronomii, matematyki oraz nauk o życiu i medycyny. Nagroda Shawa przyznawana jest w wysokości 1 mln dolarów amerykańskich. W prasie określana jest jako Nobel Wschodu. Po raz pierwszy nagroda została przyznana w 2004 roku.

## Dzieci
Jego najstarszy syn, dr Shaw Vee Meng, jest szefem Fundacji Shaw w Singapurze. Ukończył aplikację adwokacką w Gray’s Inn w Londynie. Ma udział w rodzinnym biznesie filmowym i jest szefem kilku organizacji charytatywnych i naukowych.
Córka Shawa, Violet, mieszka na Hawajach i wyszła za mąż za Paula Loo, byłego dyrektora zarządzającego Morgan Stanley.

## Data urodzenia
Nigdy nie podano oficjalnie na dokładnej daty (dnia i miesiąca) jego urodzenia. Zgodnie z Who’s Who 2007, publikowaną przez A & C Black, Shaw Run Run urodził się 14 października, ale jego żona Mona Fong tego nie potwierdza. W 2007 roku Markus Shaw, siostrzeniec Run Run Shawa, powiedział, że jego urodziny są 23 listopada, który odpowiadał 14 dniu 10. miesiąca kalendarza chińskiego w 2007 roku.